# Tadeusz Biskupski

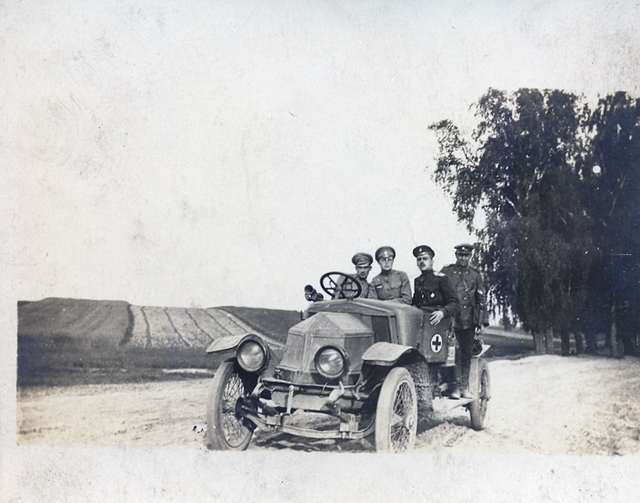
Tadeusz Biskupski w ambulansie Siddeley Deasy ok. 1916

Tadeusz Biskupski (ur. 5 stycznia 1885 w Warszawie, zm. 18 stycznia 1945 w KL Dachau) – polski inżynier chemik, major WP, przedsiębiorca.

## Życiorys

### Wykształcenie
Rodzicami byli Wincenty Piotr Adam Biskupski herbu Szreniawa, adwokat, oraz Izabella z domu Bratkowska herbu Świnka.
W latach 1892–1901 Tadeusz Biskupski uczęszczał do szkół warszawskich: Szkoły Realnej Jana Pankiewicza, III Męskiego Gimnazjum, Szkoły Realnej Trejdosiewicza. W 1902 kontynuował naukę w Szkole Realnej w Wyborgu, na terenie Wielkiego Księstwa Finlandii, prawdopodobnie wskutek wydalenia ze szkół Królestwa Polskiego. Do Warszawy powrócił w 1904. Do 4 lutego 1905 uczył się w siódmej, ostatniej klasie Szkoły Realnej Dmochowskiego, ognisku strajku szkolnego 1905. Szkołę opuścił w wyniku zamknięcia szkół przez władze rosyjskie i prześladowań uczestników strajku.
Tadeusz Biskupski wyjechał do Szwajcarii i od października 1905 do marca 1909 studiował na Wydziale Chemicznym Politechniki Federalnej w Zurichu. Studia ukończył z dyplomem chemika technologa. Szefem Wydziału i wykładowcą chemii analitycznej był w owym czasie profesor F. P. Treadwell. Po półrocznej praktyce w zakresie druku na tkaninach, odbytej w laboratorium Szkoły Chemicznej w Miluzie, Tadeusz Biskupski wrócił do Warszawy.
Tadeusz Biskupski został współwłaścicielem i dyrektorem Fabryki Waty Higroskopijnej i Materiałów Opatrunkowych „Valetudo” w Zapolu koło Grodziska Maz. Drugim współwłaścicielem był Henryk Karpiński, zięć założyciela fabryki Stanisława Bartkiewicza.

### I wojna światowa
Po zajęciu Łodzi w grudniu 1914 ofensywa niemiecka zatrzymała się na linii rzek Rawki i Bzury. Ponieważ front zbliżał się do okolic Zapola, Tadeusz Biskupski wywiózł rodzinę do Warszawy. Ze względu na wadę wzroku był niezdolny do służby liniowej, lecz został skierowany na front, jako ochotnik-sanitariusz Polskiego Komitetu Pomocy Sanitarnej. Służył w punkcie opatrunkowo-ewakuacyjnym Rosyjskiego Stowarzyszenia Czerwonego Krzyża w Radziwiłłowie Mazowieckim. 
Współpracował między innymi z Robertem Scotlandem Liddell'em, korespondentem prasy brytyjskiej, który opisał frontowe wydarzenia w swojej książce. Tadeusz Biskupski był z zamiłowania fotografem, jego unikalna kolekcja zdjęć stanowi ilustrację zdarzeń opisanych przez R. S. Liddell'a. Walki pozycyjne nad Rawką i Bzurą trwały do połowy lipca 1915. Przez punkt opatrunkowo-ewakuacyjny przewinęły się tysiące żołnierzy rosyjskich zatrutych podczas ataków gazowych i rannych. Za pomoc rannym na polu bitwy Tadeusz Biskupski otrzymał Medal Świętego Jerzego IV klasy.
Wobec zagrożenia okrążeniem sił rosyjskich przez armię niemiecką od północy i armię austro-węgierską od południa, Naczelne Dowództwo postanowiła wycofać wojska z terytorium Królestwa Polskiego. Punkt opatrunkowo-ewakuacyjny został przekształcony w pociąg sanitarny. Pociąg sanitarny znajdował się w ariergardzie wycofujących się wojsk rosyjskich, za nim wycofywali się jedynie saperzy niszczący tory i wysadzający mosty. Przebył trasę ponad 800 km z Radziwiłłowa przez Warszawę, Mińsk Maz., Siedlce, Czeremchę, Hajnówkę, Bielsk Podl., Narewkę, Świsłocz, Listopady, Połoczany do Zalesia na terenie dzisiejszej Białorusi. Wieś Zalesie, dawna posiadłość M. K. Ogińskiego, znajdowała się 15 kilometrów od Smorgoni, miasta, którego przez 810 dni broniły wojska rosyjskie. Tadeusz Biskupski awansował kolejno na urzędnika wojskowego, zastępcę naczelnika pociągu, zastępcę dowódcy i dowódcę sanitarnego transportu konnego przewożącego rannych i zatrutych gazami bojowymi z pierwszej linii walk do szpitala. Współpracował ze szpitalem polowym znajdującym się przy stacji kolejowej w Zalesiu, kierowanym przez córkę Lwa Tołstoja, Aleksandrę.
25 listopada 1917 Tadeusz Biskupski został wzięty do niewoli niemieckiej. Przebywał w obozach dla oficerów w Kownie, Stralsundzie, na wyspie Bornholm i w Neustadt in Holstein. Zwolniony w maju 1918, powrócił do Warszawy.

### Dwudziestolecie międzywojenne
18 grudnia 1918 zgłosił się jako ochotnik do Wojska Polskiego, pracował w Zarządzie Składów Artylerii w Cytadeli Warszawskiej. 25 października 1920 roku Tadeusz Biskupski został Kierownikiem Laboratorium Kapsli i Kapiszonów w Cytadeli. Dotychczas był pracownikiem cywilnym, urzędnikiem wojskowym, lecz 1 grudnia 1920 roku otrzymał stopień majora przysługujący na tym stanowisku. W maju 1921 roku został Kierownikiem Wytwórni Kapsli i Kapiszonów w Toruniu, następnie był kierownikiem w toruńskiej Wytwórni Amunicji i Warsztatach Amunicyjnych. W grudniu 1925 roku objął stanowisko inspektora Inspekcji Technicznej Artylerii. 31 grudnia 1930 r. przeniesiono go w stan spoczynku. Pracował jako rzeczoznawca Centrali Odbiorczej Materiałów Uzbrojenia w fabryce amunicji Towarzystwa Starachowickich Zakładów Górniczych. Wybudował i uruchomił w 1939 pensjonat "Hungaria" w Juracie.

### II wojna światowa
3 września 1939 roku Tadeusz Biskupski został zmobilizowany, pełnił funkcję Kierownika Samodzielnego Referatu Zaopatrzenia Wojennego w DOK nr VIII gen. Michała Tokarzewskiego-Karaszewicza w Toruniu. Sytuacja na froncie spowodowała, że 4 września generał Karaszewicz-Tokarzewski wydał rozkaz ewakuacji sztabu DOK nr VIII. Część oficerów została skierowana do Warszawy. W ten sposób major Tadeusz Biskupski znalazł się w Dowództwie Obrony Warszawy.

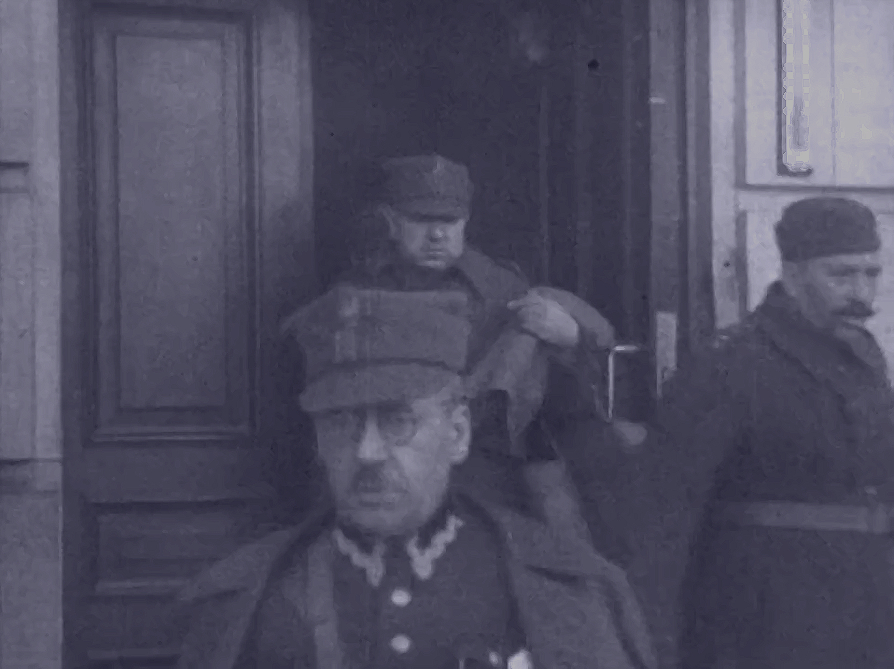
Tadeusz Biskupski opuszcza Komendę Miasta po kapitulacji Warszawy 1939

Po kapitulacji Warszawy 28 września 1939 dostał wzięty do niewoli. Po powrocie do domu w Bydgoszczy został aresztowany przez Gestapo. Został zwolniony 13 grudnia 1939 i zmuszony do przesiedlenia, wraz z rodziną, na teren Generalnej Guberni. Zamieszkał w Warszawie. Po wybuchu Powstania Warszawskiego Tadeusz Biskupski został aresztowany przez Einsatzkommando Sendel i osadzony w Durchgangslager 121 w Pruszkowie. Transportowany kolejno do KL Auschwitz, KL Natzweiler-Struthof, KL Natzweiler - Struthof – Dautmergen, trafił ostatecznie do KL Dachau. Zmarł tam 18 stycznia 1945.
Na Cmentarzu Powązkowskim w Warszawie znajduje się jego grób symboliczny (kwatera 79-6-29/30/31).

## Rodzina
Tadeusz Biskupski poślubił w 1911 Janinę Erös, poznaną w czasie studiów Węgierkę, absolwentkę Szkoły Dentystycznej Uniwersytetu w Zurichu, polską patriotkę, ściganą jako "wróg Rzeszy Niemieckiej". (1887-1956). Mieli córkę Jadwigę Wandę Tryburcy (1912-2016)

## Odznaczenia
- Medal Św. Jerzego IV Klasy
- Medal Św. Jerzego III Klasy
- Medal Pamiątkowy za Wojnę 1918-1921
- Medal Dziesięciolecia Odzyskania Niepodległości